# 羽根站 (愛知縣)
羽根站（日语：／ Hane eki */?）是位於愛知縣一宮市千秋町淺野羽根（在開業時位於愛知縣丹羽郡千秋村），名古屋鐵道一宮線的鐵道車站（廢站）。

## 歷史
- 1912年（大正元年）8月6日 - 車站啟用[1]。
- 1944年（昭和19年） - 車站暫停營業
- 1946年（昭和21年）9月15日 - 車站重開。同時成為無人車站。
- 1965年（昭和40年）4月25日 - 一宮線（岩倉至東一宮）全線廢除，此站也被廢除[1]。

## 車站構造
截至車站廢除前，此站是地面車站，設有1面1線的單式月台。

### 配線圖
| ← 岩倉方向                                         | 羽根站 站內配線略圖 | → 東一宮方向 |
| 图例 参考文献： 虛線與半透明的月台是雙線時代的構造 |                     |              |

## 現況
名古屋鐵道一宮線遺址變為了愛知縣道149號淺野羽根岩倉線。車站遺址是名鐵巴士岩倉線（一宮・川島線）羽根巴士站。

## 相鄰車站
名古屋鐵道
一宮線
元小山－羽根－淺野

## 注腳
1. 1 2  . 新潮社. 2008-11-18: 50.
2. ↑  神田功 「一宮線の廃線跡を辿る」，《鐵道畫刊（日语：鉄道ピクトリアル） No.624 1996年7月增刊號》，p.170，電氣車研究會（日语：電気車研究会），1996年